# نیکون کولپیکس ال۱۵
نیکون کولپیکس ال۱۵ (به انگلیسی: Nikon Coolpix L15) یک دوربین عکاسی کامپکت ساخت شرکت نیکون است.